# Karl Ludwig Storck
Karl Ludwig Storck (* 24. Juli 1891 in Ober-Nauses; † 13. Januar 1955 in Dillenburg) war ein hessischer Politiker (SPD) und ehemaliger Abgeordneter des Landtags des Volksstaates Hessen in der Weimarer Republik.

## Familie
Karl Ludwig Storck war der Sohn des Schuldverwalters Karl Friedrich Storck und dessen Frau Anna Katharina geborene Hallstein. Karl Ludwig Storck, der evangelischen Glaubens war, heiratete Elisabeth geborene Schreier. Er arbeitete in Mainz und ab 1925 in Darmstadt als Lehrer. 1927 wurde er Rektor und 1928 Kreisschulrat.
Karl Ludwig Storck war 1925 bis 1930 erster Schriftführer des Landeslehrervereins. Von 1921 bis 1933 gehörte er fünf Wahlperioden lang dem Landtag an. Mit der Machtergreifung der Nationalsozialisten konnte er seine politische Arbeit nicht fortsetzen und wurde auch als Beamter pensioniert.